# Демаково (Станковский сельсовет)
Демаково — упразднённая деревня в Вязниковском районе Владимирской области России.

## География
Урочище находится в северо-восточной части области, в зоне хвойно-широколиственных лесов, в пределах Волжско-Окского междуречья, к западу от реки Мертух (правый приток Клязьмы), к северу от автодороги М7, на расстоянии 8 километров (по прямой) к западо-северо-западу от города Вязники, административного центра района. Абсолютная высота — 131 метр над уровнем моря.

### Климат
Климат характеризуется как умеренно континентальный. Средняя температура воздуха самого холодного месяца (января) — −11,1 °C (абсолютный минимум — −48 °С), средняя максимальная температура воздуха (июля) — +23,3 °С (абсолютный максимум — +37 °С). Годовое количество атмосферных осадков составляет около 607 мм, из которых 413 мм выпадает в период с апреля по октябрь.

## История
В «Списке населенных мест Владимирской губернии по сведениям 1859 года» населённый пункт упомянут как владельческая деревня Вязниковского уезда, расположенная в 13 верстах от уездного города. В деревне насчитывалось 20 дворов и проживало 163 человека (76 мужчин и 87 женщин).
По состоянию на 1905 год, в Демакове имелось 15 дворов и проживал 91 человек. В административном отношении деревня входила в состав Станковской волости.
По данным 1926 года в деревне имелось 17 крестьянских хозяйств и проживал 81 человека (36 мужчин и 45 женщин). Являлась частью Барско-Рыкинского сельсовета Сарыевской волости.
На момент упразднения входила в состав Станковского сельсовета Вязниковского района. Упразднена решением облисполкома № 319 от 16 мая 1986 года как фактически не существующая.